# Pan sin amasado
El pan sin amasado es un método de panadería que usa un período muy largo de fermentación (levado) en lugar del amasado para formar las fibras de gluten que le dan al pan su textura. Se caracteriza por un contenido bajo de levadura y por tener una masa muy húmeda. Algunas recetas mejoran la calidad de la corteza horneándolo en una olla de hierro o en algún otro recipiente cubierto.

## Método
De acuerdo a una versión del método desarrollado por el panadero neoyorquino Jim Lahey, tal y como describe en su libro My Bread, una pieza de pan se hace añadiendo 400 g de harina, 8 g de sal y 1 g de levadura instantánea con 300 mL de agua fresca para producir una masa con 75% de hidratación
La masa se deja reposar, cubierta de 12 a 18 horas hasta que doble su tamaño y esté cubierta con burbujas, luego se coloca en una superficie enharinada, se dobla unas cuantas veces, se le da forma y se deja reposar por una hora o dos. Luego se coloca en un recipiente precalentado en un horno a 450 grados Fahrenheit (232,2 °C). El pan se hornea en el recipiente tapado por 30 minutos y luego de 15 a 30 minutos hasta que la corteza esté marrón, luego se remueve del recipiente y se deja reposar por una hora.
Este método usa un método de fermentación largo en lugar del amasado para que las moléculas de gluten se alineen unas con otras, produciendo una red fuerte y elástica que resulta en fibras largas y pegajosas. Esto es posible gracias a la humedad de la masa, que hace las moléculas más móviles. Las masas húmedas que requieren una cantidad de agua equivalente al 75% del peso de la harina requieren más sal que las masas convencionales, aproximadamente un 2% del peso de la harina.

## Historia y popularización
El pan sin amasado es tan antiguo como la harina y la cerveza, hay evidencias escritas tan antiguas como en La completa ama de casa por Eliza Smith (1739).
Aunque se piensa que el pan sin amasado se describió por primera vez en 1999 en el libro de cocina No Need to Knead, escrito por la panadera Suzanne Dunaway y publicado por Hyperion Books, el autor Jeff Hertzberg describe ese método antes de finales de los años 90 en Italia. El libro de Dunaway fue republicado en 2012 por Grub Street Cookery. Además, el compositor Albert E. Brumley publicó una receta para el "No-Knead Bread" en su colección de canciones y libro de cocina, All-Day Singin' and Dinner on the Ground, con un proceso de fermentación y horneado similares.
En 2007, Hertzberg y Zoe François publicaron Artisan Bread in Five Minutes a Day, que usaba una masa guardada y refrigerada que estaba lista para usarse en un período de 5 a 14 días.
El columnista del New York Times Mark Bittman describió el método de Lahey en su columna del 8 de noviembre de 2006 The Minimalist. Bittman elogió el pan por su "gran miga, ligereza, sabor increíble [y] una corteza agrietada envidiable." Dos años más tarde, notó la "inmediata y salvaje popularidad" de su receta y un libro de cocina de 2009 describió la columna de Bittman como "una de esas recetas que literalmente cambiarán el panorama culinario con discusiones en cientos de blogs en docenas de idiomas alrededor del mundo."